# Philip Heymann

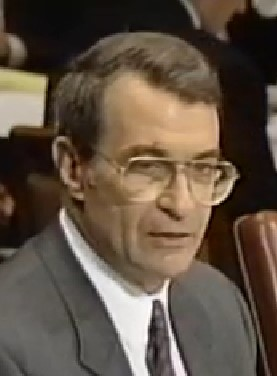
Philip Heymann (zwischen 1978 und 1981)

Philip B. Heymann (* 30. Oktober 1932 in Pittsburgh, Pennsylvania; † 30. November 2021 in Los Angeles, Kalifornien) war ein US-amerikanischer Jurist und Politiker (Demokraten), der zuletzt stellvertretender US Attorney General war.

## Leben
Nach dem Schulbesuch studierte Heymann zunächst an der Universität Paris sowie danach Philosophie an der Yale University und beendete dieses Studium 1954 mit einem Bachelor of Arts (B.A. Philosophy). Ein anschließendes postgraduales Studium der Rechtswissenschaften an der Law School der Harvard University schloss er mit einem Stipendium aus dem Fulbright-Programm 1960 mit einem Juris Doctor (J.D.) ab.
Nach Beendigung des Studiums wurde er Protokollführer (Law Clerk) von John Marshall Harlan II, einem Richter am Obersten Gerichtshof der Vereinigten Staaten. Danach trat er in den Regierungsdienst ein und war zunächst von 1961 bis 1965 Mitarbeiter im Büro des US Solicitor General im Justizministerium.
Daraufhin wurde er Mitarbeiter im Außenministerium und war dort nacheinander Exekutivassistent eines Unterstaatssekretärs, stellvertretender Assistent des Außenministers (Deputy Assistant Secretary of State) für Internationale Organisationen sowie Mitarbeiter im Büro für Sicherheits- und Konsularangelegenheiten. Zeitweise war er auch Mitarbeiter der Behörde für Geheimdienstwissenschaften der Central Intelligence Agency (CIA Intelligence Science Board).
Nachdem er zwischen 1973 und 1975 assoziierter Anklagevertreter in der Watergate-Affäre war, wurde er 1978 US Assistant Attorney General und war in dieser Funktion bis 1981 auch Leiter der Abteilung für Strafrecht (Criminal Division) des Justizministeriums.
Nach einer anschließenden mehrjährigen Tätigkeit als Professor an der Harvard Law School und der Übernahme der dortigen James-Barr-Ames-Professur im Jahr 1989 war er zuletzt von 1993 bis 1994 als US Deputy Attorney General stellvertretender Justizminister in der Regierung von US-Präsident Bill Clinton. Einer seiner Mitarbeiter und Berater während dieser Zeit war Michael Bennet, heutiger demokratischer US-Senator für Colorado.

## Veröffentlichungen (Auswahl)
Heymann veröffentlichte auch einige Fachbücher, die sich teilweise mit der Thematik des Terrorismus befassen. Zu den bekanntesten Veröffentlichungen gehören:
- The Politics of Public Management (1987)
- Terrorism, Freedom, and Security: Winning Without War (2003)
- Terrorism and America: A Commonsense Strategy for a Democratic Society (2005, Mitautorin Juliette Kayyem)